# Лютов (Германия)
Лютов (нем. Lütow) — община в Германии, в земле Мекленбург-Передняя Померания.
Входит в состав района Восточная Передняя Померания. Подчиняется управлению Ам Пенестром. Население составляет 391 человек (на 31 декабря 2010 года). Занимает площадь 16,30 км².
Коммуна подразделяется на 4 сельских округа.

## Известные уроженцы
- Майнхольд, Вильгельм (1797—1851) — немецкий писатель.